# Hương vị của chúng ta
Hương vị của chúng ta (tiếng Triều Tiên: 우리의 향기) là một bộ phim tâm lý hài hước ra mắt năm 2003 do Ri Suk Gyong viết kịch bản và Jon Jong Pal sản xuất và đạo diễn. Phim phản ánh thời kỳ sau cải cách kinh tế theo định hướng thị trường năm 2002. Bất chấp nỗ lực mai mối ban đầu giữa Pyongho và Saebyol thông qua ông bà của họ không thành công, nhưng số phận đã đưa cả hai đến với nhau khi tham gia buổi trình diễn thời trang mùa xuân ở Bình Nhưỡng. Mô phỏng cả phong cách thời trang và đức hạnh của một cặp vợ chồng sắp cưới, gia đình họ triệu tập để đánh giá khả năng thống nhất. Thế nhưng truyền thống so với ảnh hưởng ngoại lai xâm nhập vào xã hội trở thành chủ đề khi những hiểu lầm xảy ra tạo nên kịch tính giữa hai gia đình và đôi vợ chồng trẻ.